# Branislav Sekulić
Branislav Sekulić (serbisch-kyrillisch Бранислав Секулић, * 29. Oktober 1906 in Belgrad; † 24. September 1968 in Fribourg, Schweiz) war ein jugoslawischer Fußballspieler und -trainer.

## Spieler- und Trainerkarriere

### Verein
Sekulić spielte in seiner Jugend für verschiedene Belgrader Vereine. Bei Karađorđe Belgrad bestritt er bereits im Alter von 15 Jahren Spiele im Seniorenbereich. 1923 schloss er sich dem SK Jugoslavija an, mit dem er in den beiden folgenden Jahren die jugoslawische Meisterschaft gewann.
Nach einem ersten Aufenthalt in der Schweiz ging Sekulić nach Frankreich, um dort ein Jurastudium aufzunehmen, welches er mit dem Fußballspielen finanzierte. Von 1927 bis 1929 spielte er für den Klub SO Montpellier, mit dem er den französischen Pokal gewann. Nach einer Saison beim Club Français Paris ging er 1931 in die Schweiz, wo er für den Grasshopper Club Zürich und Urania Genève Sport spielte. 1935 kehrte Sekulić zum SK Jugoslavija zurück. Er beendete seine Spielerkarriere bei Jedinstvo Belgrad.
Nach dem Krieg arbeitete Sekulić als Trainer, zunächst in seiner Heimat bei HNK Cibalia, FK Vojvodina und FK Roter Stern Belgrad. 1956 emigrierte er in die Schweiz, wo er seine Trainerkarriere beim FC Fribourg, den er 1960 in die Nationalliga A führte, fortsetzte. Parallel zu seiner Tätigkeit als Vereinstrainer in Fribourg war er als Interimstrainer der Schweizer Nationalmannschaft tätig. 1962 verließ Sekulić Fribourg und ging nach Belgien, wo er eine Saison den RFC Lüttich trainierte. Danach kehrte er in die Schweiz zurück, wo er bis November 1964 den FC Young Fellows Zürich in der Nationalliga B coachte.

### Nationalmannschaft
Sekulić debütierte am 4. November 1925 bei der 1:2-Niederlage in einem Freundschaftsspiel gegen Italien in der jugoslawischen Fußballnationalmannschaft.
Anlässlich der Einladung des jugoslawischen Fußballverbandes zur Teilnahme an der ersten Fußball-Weltmeisterschaft 1930 in Uruguay wurde Sekulić für die jugoslawische Auswahl nominiert. Während des Turniers kam er beim 2:1 im Gruppenspiel gegen Brasilien sowie beim 1:6 in der Finalrunde gegen den Gastgeber und späteren Weltmeister Uruguay zum Einsatz.
Von 1925 bis 1936 bestritt Sekulić insgesamt 17 Länderspiele für Jugoslawien, in denen er acht Tore erzielte.

## Erfolge
- Jugoslawischer Meister: 1924, 1925
- Französischer Pokalsieger: 1929